# Bergen auf Rügen

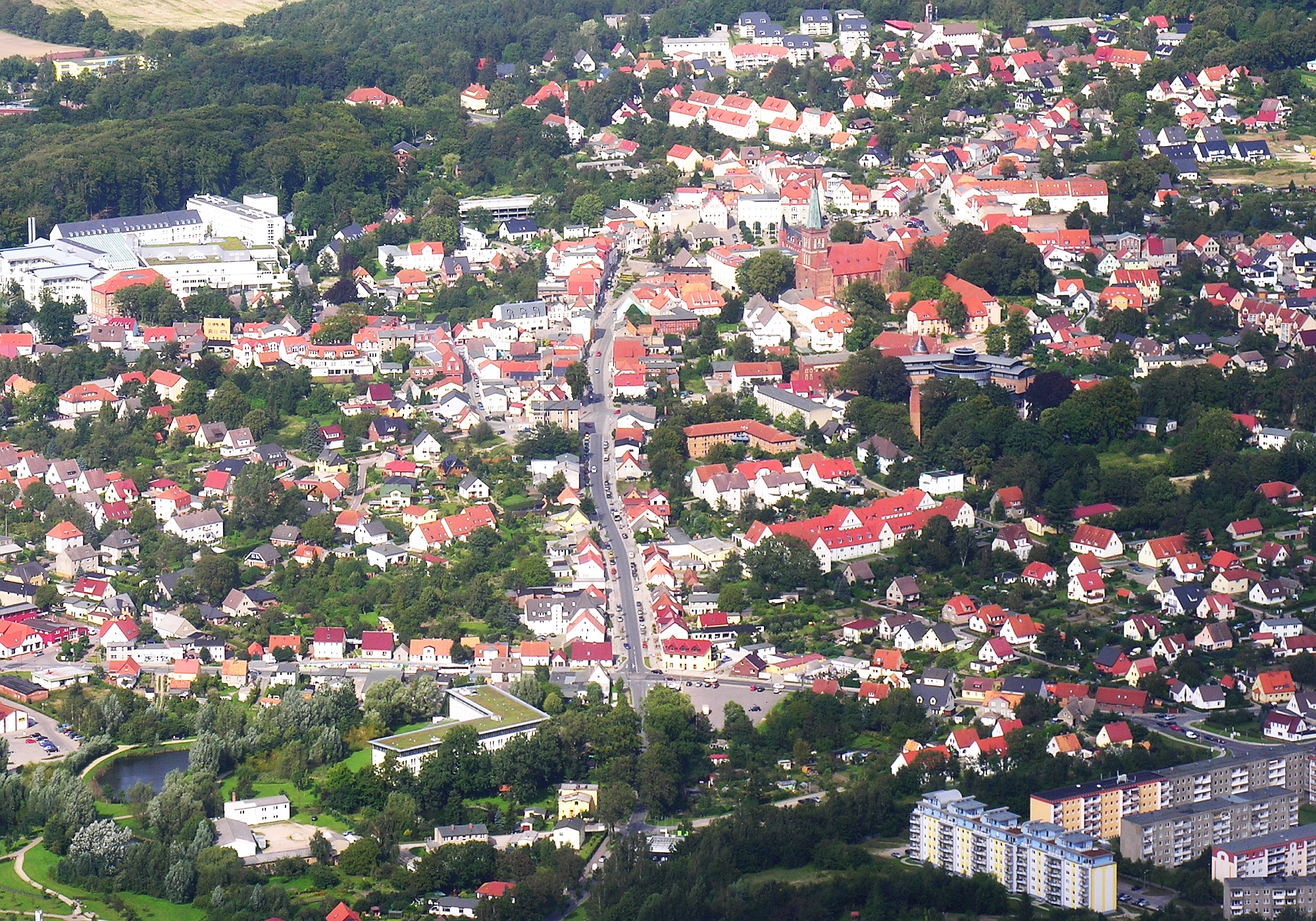
Luftbild der Stadt Bergen auf Rügen

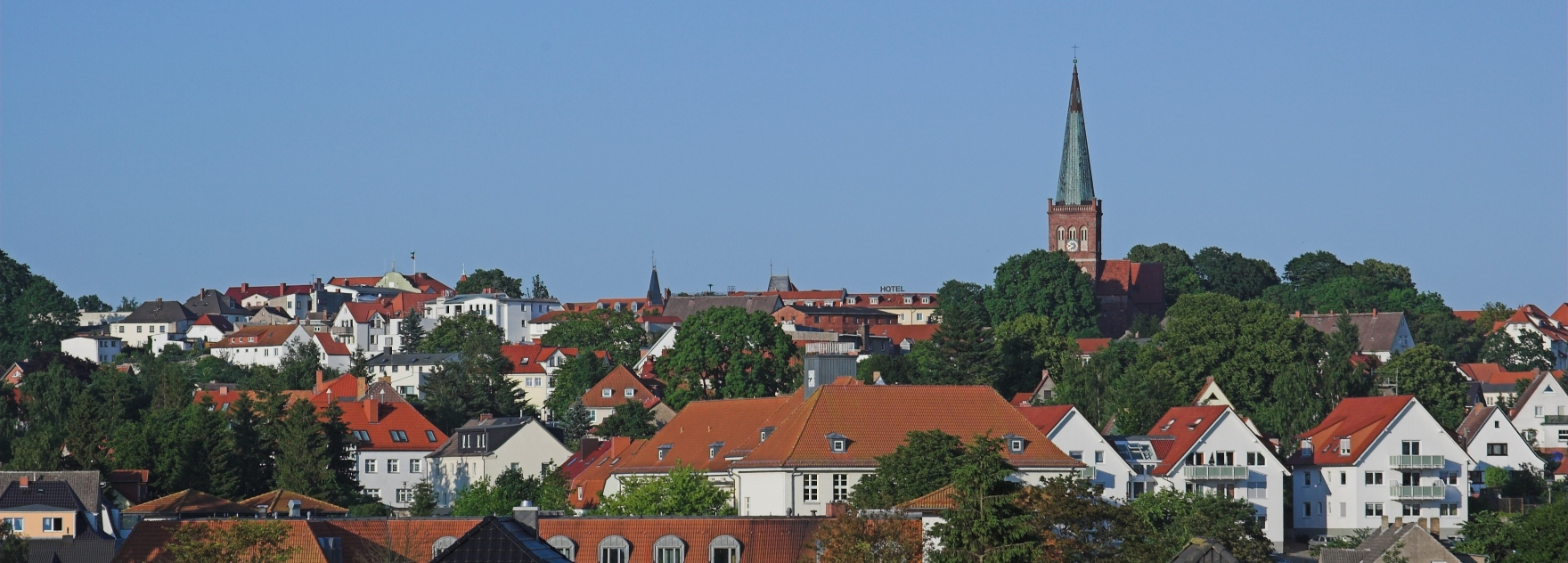
Panorama von Westen

Bergen auf Rügen liegt im Zentrum der Insel Rügen im deutschen Land Mecklenburg-Vorpommern. Seit 2005 ist Bergen Verwaltungssitz des Amtes Bergen auf Rügen, des mit über 20.000 Einwohnern bevölkerungsreichsten Amtes des Landes. Die Kleinstadt ist eines von 18 Mittelzentren in Mecklenburg-Vorpommern und Hauptort der Insel.

## Geographie

### Geographische Lage
Bergen befindet sich in zentraler Lage von Deutschlands größter Insel Rügen. Die Stadt liegt in hügeligem Gebiet, unmittelbar am nordöstlichen Stadtrand erreicht der Rugard eine Höhe von 91 m ü. NHN. Das Gebiet um Bergen ist weitgehend landwirtschaftlich geprägt. Der Ort selbst liegt auf einer Anhöhe, die während der letzten Eiszeit beim Rückzug des Eises entstand.
Nur unweit vom Zentrum entfernt befindet sich in nordöstlicher Richtung der Kleine Jasmunder Bodden.
Im Nordwesten der Stadt befindet sich der Nonnensee, im Süden das Kiebitzmoor und im Westen das Hofstädter Moor. Unweit des Kiebitzmoor, befinden sich im Stadtpark zwei Teiche, die sich an der Stelle befinden, wo sich ursprünglich der Rote See befand. Dieser gab dem angrenzenden Stadtgebiet seinen Namen.

### Stadtgliederung
Zu Bergen auf Rügen gehören folgende Ortsteile:
| - Dramvitz - Dumsevitz - Fabrik - Kaiseritz - Karow - Kiekut | - Kluptow - Krakow - Lipsitz - Lubkow - Neklade - Neu Sassitz | - Ramitz - Ramitz Siedlung - Siggermow - Silvitz - Stadthof - Streu | - Tetel - Thesenvitz - Tilzow - Trips - Zirsevitz - Zittvitz |

## Geschichte

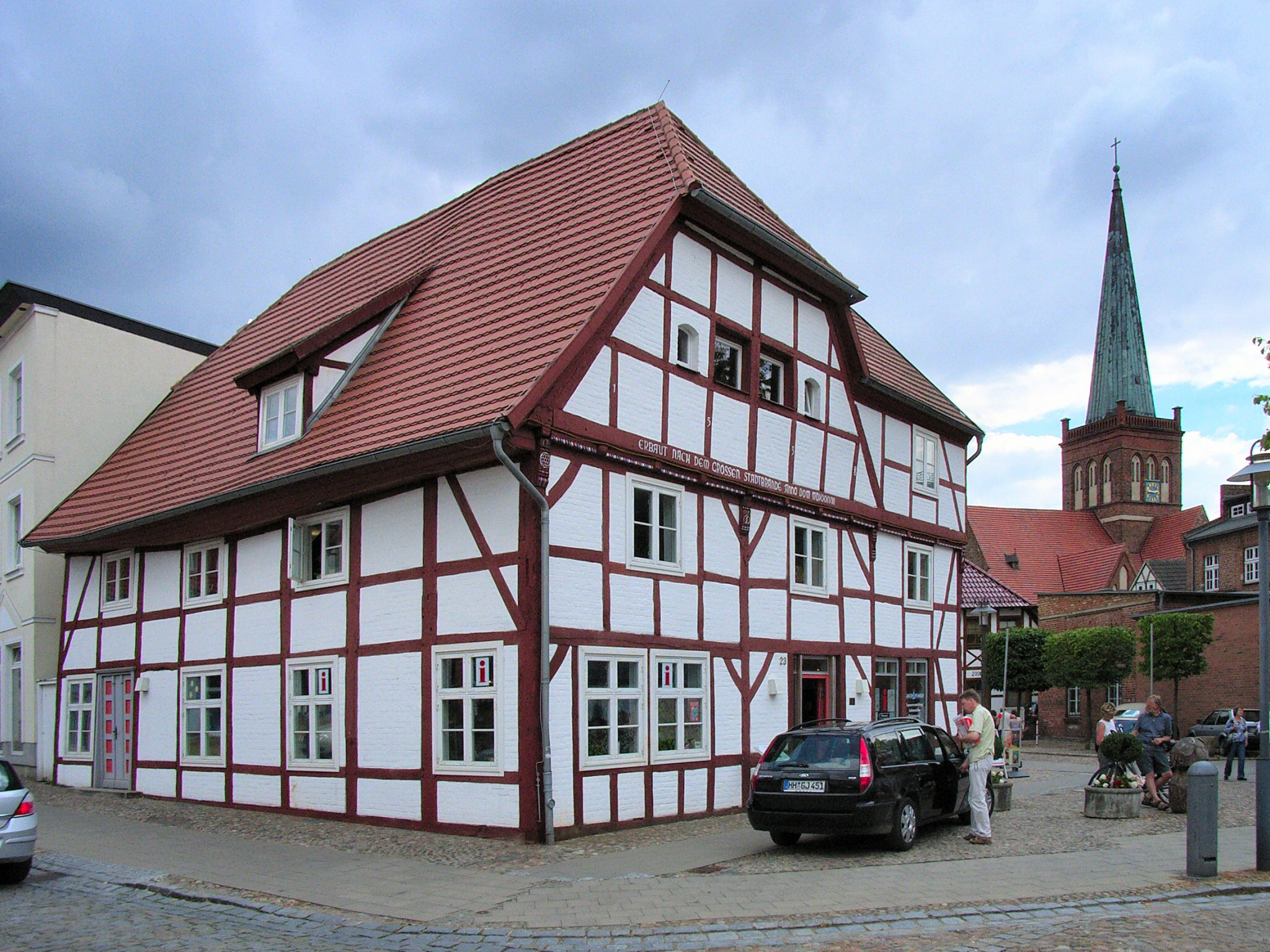
Bergens ältestes Fachwerkhaus von 1538 am Markt und die St.-Marien-Kirche

### Name
Die Ursprünge des Namens sind auf das Jahr 1232 zurückzuführen. Zu dieser Zeit wurde auf Rügen ein Ort Gora = Berg genannt, dessen Name der polabischen Sprache der Ranen entsprang. Die Roeskilder Matrikel von 1294 erwähnte den Ort als Villa Berghe und 1278 schrieb man Berghe, 1302 dann Bergh in Ruya und 1306 Berghen. Im Jahr 1314 wurde Bergen unter dem Namen villa montis urkundlich erwähnt.
Am 6. November 1995 erfolgte die Umbenennung von Bergen/Rügen zu Bergen auf Rügen.

### Mittelalter
Bergen blickt auf eine über tausendjährige Geschichte zurück. Erste Siedlungen auf dem heutigen Gebiet Bergens sind jedoch schon deutlich älter. Der auffälligste Beweis dafür ist die Marienkirche südlich des Marktplatzes.
Bald nach dem Fall der Jaromarsburg 1168 wurde mit dem Bau der Marienkirche als Palastkirche des Rügenfürsten Jaromar I. begonnen. 1193 wurde die bereits bis auf den Westbau fertiggestellte und geweihte Kirche einem Zisterzienserinnenkonvent übergeben. Ab 1190 wurde der Westbau angefügt. Auch heute noch hat sie ein ganz besonderes Kuriosum zu bieten: Das Zifferblatt auf der Nordseite des Kirchturms zeigt 61 Minuten an. Durch die Gründung des Klosters begünstigt, entstand im Jahre 1232 der erste Krug.
Bis in das 15. Jahrhundert hinein blieb Bergen unter Führung des Klosters. Stadtbrände wie der von 1445 vernichteten fast den ganzen Ort, das Kloster und Teile der Kirche.

### Frühe Neuzeit

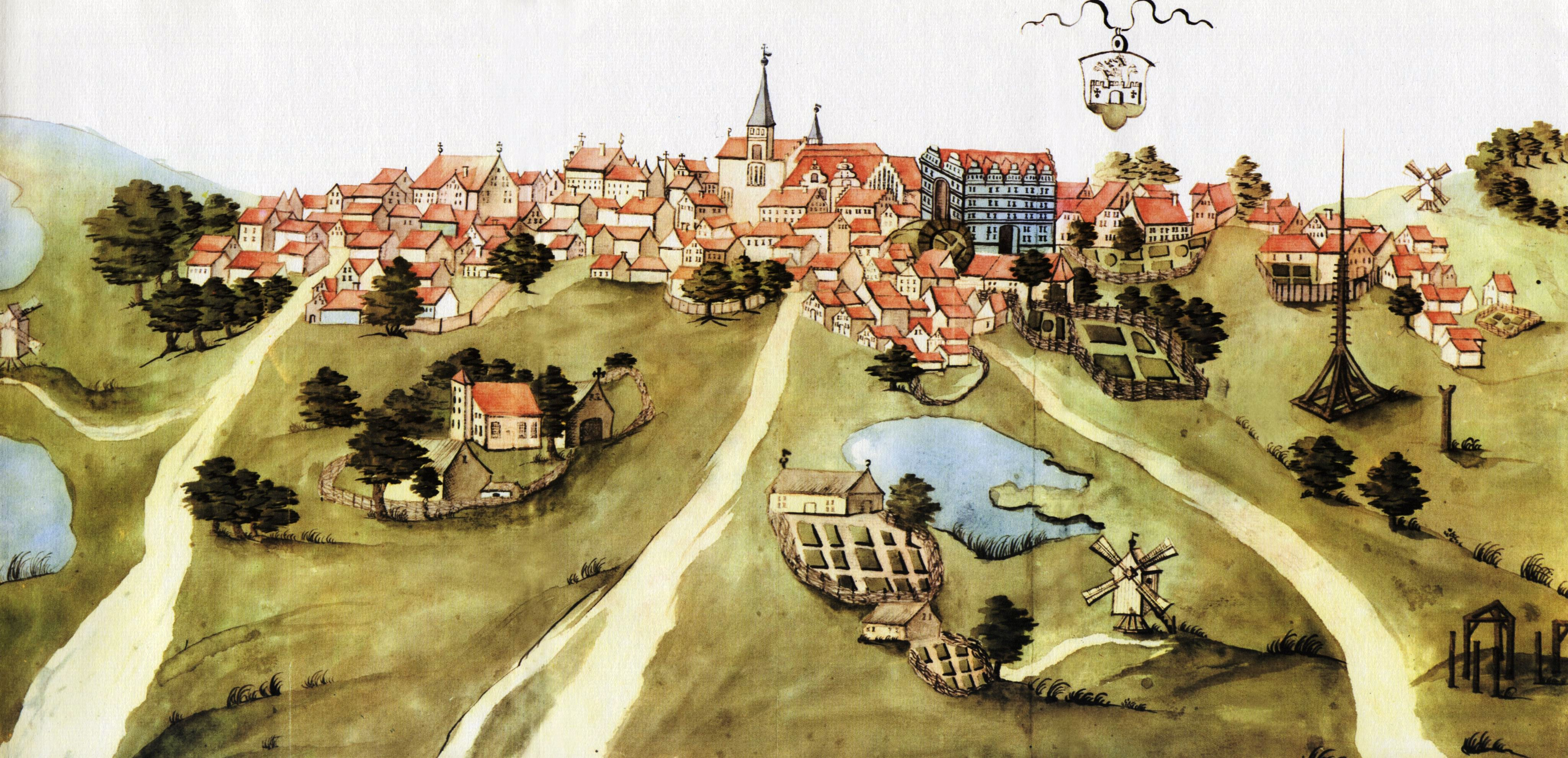
Ansicht von Bergen. Stralsunder Bilderhandschrift, um 1611/15

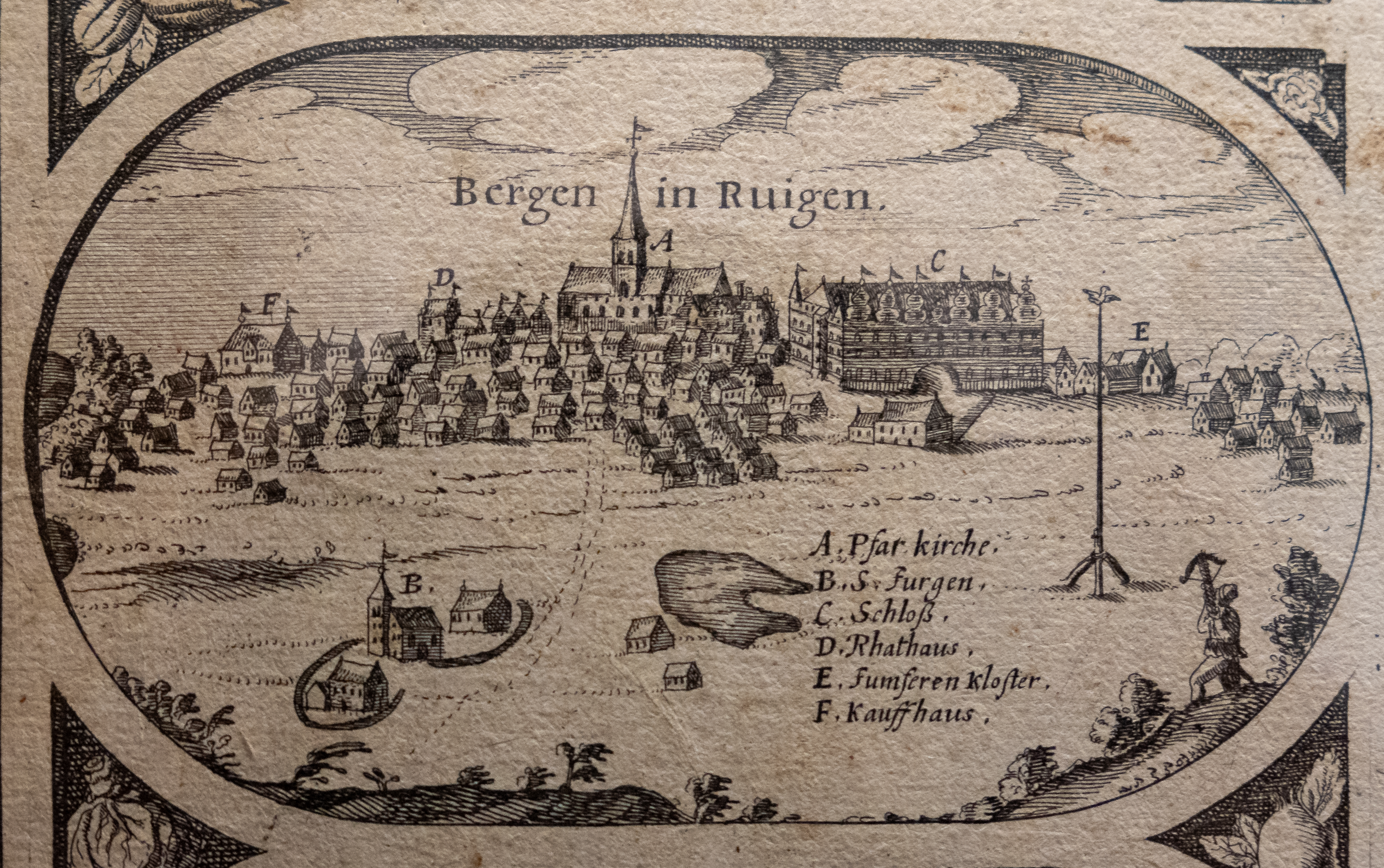
Ansicht von Bergen. Lubinsche Karte, 1618

Durch eine Beschlussfassung des Landtages zu Treptow 1534 wurde die Reformation in Pommern eingeführt. Das Kloster ging in den Besitz des pommerschen Herzoges über.
Erst 1613 erfolgte die Verleihung des Stadtrechts durch Herzog Philipp Julius von Pommern-Wolgast. Für die Gewährung verschiedener Privilegien und die Übernahme des Lübischen Rechts musste Bergen 8000 Mark an den Herzog zahlen. Schon bald kam es zu Streitigkeiten um die Auslegung der Rechtsverleihung, so dass bereits 1616 eine Kommission offene Fragen zwischen Herzog und Stadt zu klären hatte. Der Dreißigjährige Krieg brachte ab 1628 auch für Bergen eine leidvolle Zeit mit sich. Krieg und Pest ließen die Einwohnerzahl auf 400 schrumpfen. 1690 und 1726 brannten erneut viele Häuser und das Ratsarchiv nieder.

### 19. Jahrhundert
Erste handwerkliche Unternehmen entstanden erst in den Jahren 1823 und 1853, als hier Lederfabriken ihre Arbeit aufnahmen. 1883 erreichten die ersten Züge den Bahnhof Bergen aus Altefähr kommend. 1877 wurde der Ernst-Moritz-Arndt-Turm auf dem Rugard vollendet. 1890 nahm die Molkerei die Arbeit auf, und 1891 folgte die Errichtung des Postgebäudes am Markt. Landratsamt, Amtsgericht, Zoll- und Steueramt folgten. Als dann in den Jahren 1898 und 1899 Wasser- und Elektrizitätswerk in Betrieb genommen wurden, verfügte Bergen über eine einer Kreisstadt angemessene Infrastruktur.

### 20. Jahrhundert
Zum Ende des Zweiten Weltkriegs wurde Rügen ab dem 4. Mai 1945 kampflos von der Roten Armee besetzt.
Nach Gründung der DDR 1949 wurde die Industrialisierung vorangetrieben. 1952 begann am nordwestlichen Stadtrand der Bau des Industriegeländes. 1953/58 entstand nördlich vom Bahnhof die neue Molkerei, die täglich 300 t Milch verarbeitete. Hier wurde bis zur Schließung der Molkerei im Oktober 2019 der Rügener Badejunge, ein überregional bekannter Weichkäse hergestellt. 1955/56 entstand der VEB Brot- und Backwaren. 1957/58 nahmen Schlachthof und Fleischwarenfabrik unter dem Namen VEB Fleischwirtschaft Bergen die Produktion auf. Eine leistungsfähige Nahrungsgüterindustrie entstand in Bergen, welche die Insel und Teile des Festlandes versorgte. Von 1965 bis 1988 entstanden die großen Wohngebiete Bergen-Süd mit 1923 Wohnungen und Rotensee mit 2464 Wohnungen in der damals üblichen Plattenbauweise.
Nach der politischen Wende wurden ab 1991 der historische Stadtkern und ab 1995 die Großwohnsiedlung Rotensee im Rahmen der Städtebauförderung grundlegend saniert. Die Neubauviertel wurden modernisiert und den neuen Anforderungen angepasst. Ferner wurden einige Schulen geschlossen und neue Hotels errichtet.

### Geschichte der Orts- und Stadtteile
Dramvitz:
Bereits 1795 wurde Dramvitz in einem Dorfregister als Ortschaft mit einem Bauernhof erwähnt.
Dumsevitz:
Das Gut in Dumsevitz hieß zeitweise Dumsevitz B. Die Kulturfläche blieb mit 225 ha konstant. Die Eigentümer wechselten mehrfach, u. a. Hermann Stuht, dann Anton Günther.
Fabrik:
Die Gemarkung Fabrik bestand vor der Bodenreform aus 36 ha Fläche im Besitz von Siegfried Diedrich.
Lipsitz: Der Ort wurde 1307 erstmals urkundlich erwähnt. Das Gut war im Besitz der Familien von der Lancken (bis 1382), von Putbus (bis 1603), von der Osten (bis 1730), von Platen (bis 1829). Der letzte Platen starb im gleichen Jahr als Leutnant in einem Duell. Die Familie von Wackenitz besaß Lipsitz bis 1834, fortfolgend die von Lancken-Wakenitz bis 1945. Letzte Eigentümer waren der Ulanen-Leutnant Hans Malte Freiherr von der Lancken-Wakenitz, dann sein Onkel, der Major a. D. Gustav Freiherr von der Lancken-Wakenitz. Das wahrscheinlich im 18. Jahrhundert erbaute Gutshaus ist verfallen.
Neklade: Der alte Besitz war im Eigentum der briefadeligen Familie von Scheele, dann der Uradelsfamilie von Kahlden. Nutznießer des Rittergutes Neklade mit 482 ha Umfang war seit 1. Juli 1907 Ludolf von Veltheim-Ostrau (1859–1944). Er war mit der Gutsherrin auf Neklade, Viktoria Gräfin von Wylich und Lottum (1861–1933), Tochter des Fürsten Wilhelm Malte II., verheiratet. Veltheim-Neklade war Major a. D. sowie Rechtsritter des Johanniterordens. Bis zur Bodenreform gehörte das Gut ihrer Tochter Adelheid, verehelichtete von Dungern (1898–1992). Verwalter war Major Carl Conrad. Der älteste Sohn des Hauses Veltheim-Neklade, Malte, war seit 1938 in Namensänderung Malte von Putbus und starb zu Beginn 1945 im KZ Sachsenhausen.
Ramitz: Das sanierte Gutshaus wurde ursprünglich um 1800 errichtet. Ramitz gehörte zum Gutskomplex Lipsitz. Diesen allodifizierten und damit frei zum Verkauf gestellten Gutsbereich veräußerte per Kauf-Kontrakt vom 31. August 1829 Ernestine Charlotte Luise von Bredow, geborene von der Marwitz, verwitwete von Platen, an die Familie von der Lancken-Wakenitz. Den bald zu einem Majorat festgelegten Besitz übernahm der Offizier Gustav August Emil von der Lancken-Wakenitz (1835–1872), der sich mit der Professorentochter Anna Briese aus Putbus verheiratete.
Tetel: ist der kleinste Ortsteil von Bergen auf Rügen. Er liegt südöstlich von Bergen unmittelbar neben Zittvitz. In Tetel wohnen drei Familien. Das älteste Haus ist etwa 120 Jahre alt.
Thesenvitz: Der Ortsname kommt vom slawischen Tesenovici und bedeutet Leute des Tesen, ein Hinweis also auf die Siedler. 2009 hatte der Ort 399 Einwohner.
Trips:
Im Jahre 1763 erwarb der Oberst Ritter Rutger von Barnekow-Ralswiek mehrere Besitzungen auf Rügen, auch die Herrschaft Streu, sowie Trips und andere Dörfer. 1772 erbte diesen Komplex samt Kirchenpatronat dessen Sohn, der Rittmeister von Barnekow. 1780 übernahm für 18000 Reichstaler Malte Friedrich von Putbus große Teile der Besitzungen. Trips verblieb dann als Teil von Silvitz dem Hause Putbus bis zu den Enteignungen 1944/45.
Zirsevitz:
Der 39 ha große Hof des Erick Brinkmann war vor der Bodenreform an Erich Ockermann verpachtet.
Zittvitz:
Zwei größere Landwirtschaftshöfe der Familien A. Beckmann und H. Bruhn, mit jeweils um die 25 ha Bestand, weisen die Pommerschen Landwirtschaftlichen Adressbücher für Zittvitz aus.
Bergen Süd: ist der bevölkerungsreichste Stadtteil von Bergen. Er besteht hauptsächlich aus Plattenbauten und wurde Mitte der 1960er Jahre erbaut. Die Gebäude sind zwischen 1991 und 2018 saniert worden. Bergen Süd besitzt einen der zwei Friedhöfe der Stadt und ein Gewerbegebiet, in dem sich mehrere Autohäuser, eine Werkstatt für Menschen mit geistiger Behinderung, der städtische Bauhof und weitere kleine Unternehmen angesiedelt haben.
Rotensee: ist der zweitbevölkerungsreichste Stadtteil von Bergen und liegt im Westen der Stadt. Genau wie Bergen Süd besteht Rotensee aus Plattenbauten, die ab den 1980er Jahren errichtet wurden. Erst im Jahr 2000 wurden die ersten Häuser saniert. Aufgrund des Bevölkerungsrückgangs der Stadt wurden einige Häuser abgerissen oder zurückgebaut. Rotensee besitzt drei Kindertagesstätten, eine regionale Ganztagsschule, das soziokulturelle Nachbarschaftszentrum / Mehr-Generationen-Haus (NBZ Rotensee) sowie eine Förderschule.
Von 1952 bis 1955 war Bergen Kreisstadt des gleichnamigen Kreises im neu gegründeten Bezirk Rostock. Der Kreis Bergen wurde am 1. Januar 1956 mit dem Kreis Putbus zum Kreis Rügen vereinigt. Bergen blieb von 1956 bis 1990 Kreisstadt des Kreises Rügen im Bezirk Rostock und war von 1990 bis 2011 Kreisstadt des Landkreises Rügen im Land Mecklenburg-Vorpommern. Mit der Kreisgebietsreform 2011 verlor Bergen den Status als Kreisstadt und liegt seitdem im Landkreis Vorpommern-Rügen.

### Eingemeindungen
Am 1. Januar 2011 wurde die bis dahin selbstständige Gemeinde Thesenvitz mit den Ortsteilen Lipsitz, Ramitz und Ramitz Siedlung nach Bergen auf Rügen eingemeindet.

## Bevölkerung
| Jahr | Einwohner |
| ---- | --------- |
| 1600 | um 1.650  |
| 1630 | 00400     |
| 1788 | um 1.500  |
| 1890 | 04.000    |
| 1957 | 10.420    |

| Jahr | Einwohner |
| ---- | --------- |
| 1990 | 19.068    |
| 1995 | 17.269    |
| 2000 | 15.616    |
| 2005 | 14.651    |
| 2010 | 14.030    |
| 2015 | 13.484    |

| Jahr | Einwohner |
| ---- | --------- |
| 2020 | 13.572    |
| 2021 | 13.647    |
| 2022 | 13.689    |
| 2023 | 13.650    |

ab 1990: Stand: 31. Dezember des jeweiligen Jahres

## Politik

### Stadtvertretung
Die Stadtvertretung von Bergen besteht entsprechend der Einwohnerzahl der Stadt aus 25 Mitgliedern. Die Kommunalwahl am 9. Juni 2024 führte bei einer Wahlbeteiligung von 46,5 % zu folgendem Ergebnis:
| Partei / Wählergruppe                                      | Stimmenanteil 2019 | Sitze 2019 |  | Stimmenanteil 2024 | Sitze 2024 |
| ---------------------------------------------------------- | ------------------ | ---------- |  | ------------------ | ---------- |
| Bergener Bündnis                                           | 26,1 %             | 7          |  | 27,2 %             | 7          |
| AfD                                                        | 12,2 %             | 3          |  | 25,0 %             | 6          |
| Die Linke                                                  | 20,7 %             | 5          |  | 15,7 %             | 4          |
| CDU                                                        | 21,9 %             | 5          |  | 15,4 %             | 4          |
| SPD                                                        | 07,1 %             | 2          |  | 05,4 %             | 1          |
| Einzelbewerber Raik Knüppel                                | 02,1 %             | 1          |  | 03,7 %             | 1          |
| FDP                                                        | 05,7 %             | 1          |  | 02,8 %             | 1          |
| Bergener Freie Wähler                                      | 03,2 %             | 1          |  | 02,8 %             | 1          |
| Achtung: Stolz auf Arbeit und Heimat, Rügen Autark (SAHRA) | –                  | –          |  | 02,1 %             | –          |
| Einzelbewerber Andreas Bartel                              | 01,1 %             | –          |  | –                  | –          |
| Insgesamt                                                  | 100 %              | 25         |  | 100 %              | 25         |

### Bürgermeister
| Jahr      | Bürgermeister               |
| --------- | --------------------------- |
| ca. 1735  | Christian Breitsprecher     |
| 1741      | Johann David Fabarius       |
| 1809–1815 | Friedrich Carl Arndt        |
| 1844–1846 | Daniel Wilhelm Wagner       |
| 1972–1987 | Hannes Präkel (SED)         |
| 1987–1990 | Wilhelm Lucas (SED)         |
| 1990–1991 | Dr. Dietmar Schneider (CDU) |
| 1991–2015 | Andrea Köster (CDU)         |
| seit 2015 | Anja Ratzke (parteilos)     |

Ratzke wurde in der Bürgermeisterwahl am 22. Mai 2022 mit 57,3 % der gültigen Stimmen für eine weitere Amtszeit von sieben Jahren gewählt.

### Wappen
| Wappen von Bergen auf Rügen | Blasonierung: „In Silber auf grünem Dreiberg ein roter Turm mit geschlossenem silbernen Tor, aus dessen Zinnen wachsend ein doppelschwänziger goldbewehrter und gekrönter schwarzer Löwe mit ausgeschlagener roter Zunge.“ |
| Wappen von Bergen auf Rügen | Das Wappen wurde unter der Nr. 137 der Wappenrolle von Mecklenburg-Vorpommern registriert. Es wurde 1998 neu gezeichnet.                                                                                                   |

### Flagge

Flagge der Stadt Bergen auf Rügen

Die Flagge der Stadt ist gleichmäßig längsgestreift von Grün – Weiß – Rot. In der Mitte des Flaggentuchs liegt, auf jeweils ein Drittel der Höhe des grünen und des roten Streifens übergreifend, das Wappen der Stadt. Die Länge des Flaggentuchs verhält sich zur Höhe wie 5:3.

### Städtepartnerschaften
Bergen unterhält Städtepartnerschaften zu folgenden Städten:
- Oldenburg in Holstein (Deutschland)
- Goleniów (Polen)
- Svedala (Schweden)
- Palanga (Litauen)

## Sehenswürdigkeiten und Kultur

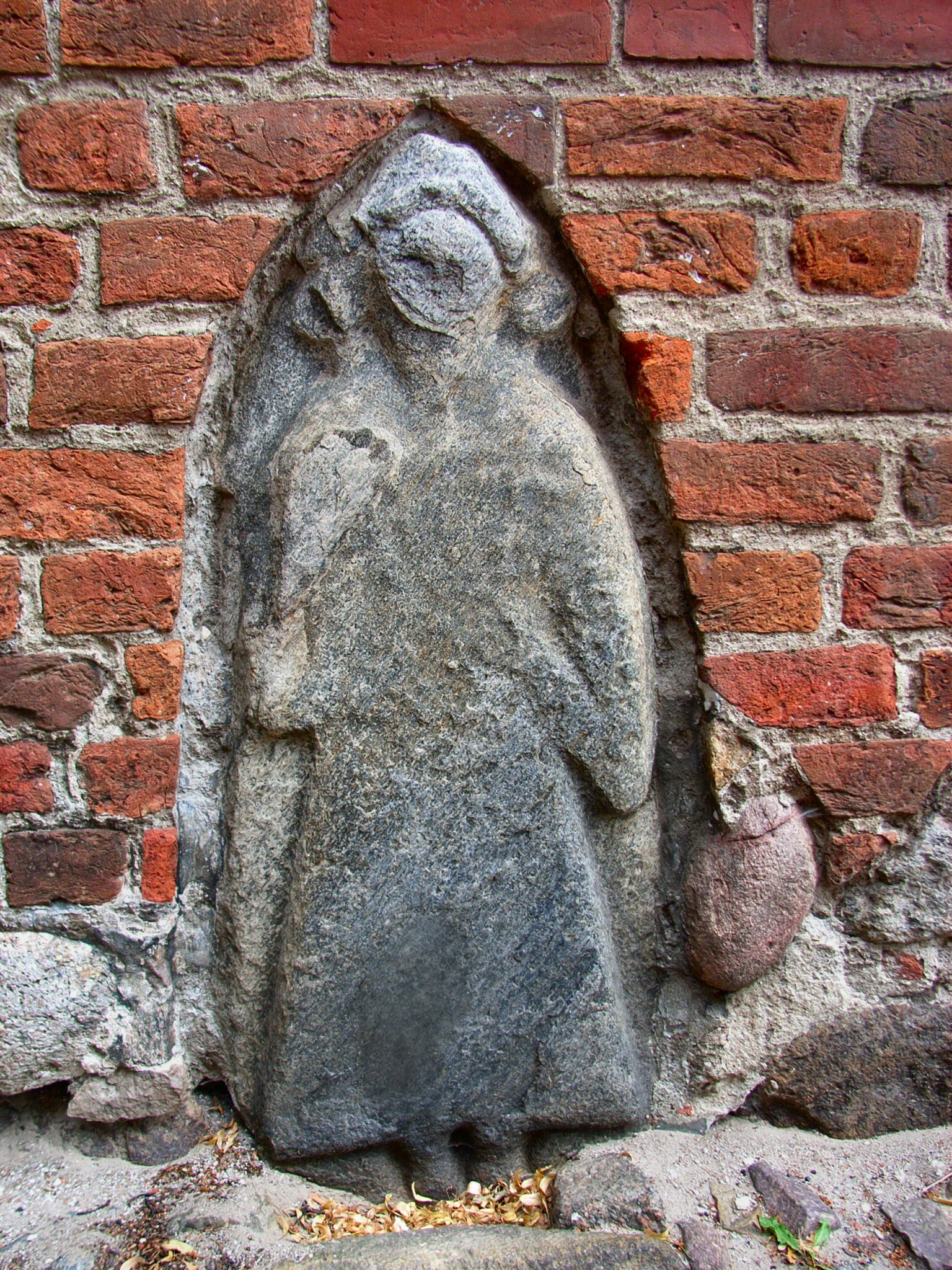
Bildstein in der Westfassade der St.-Marien-Kirche

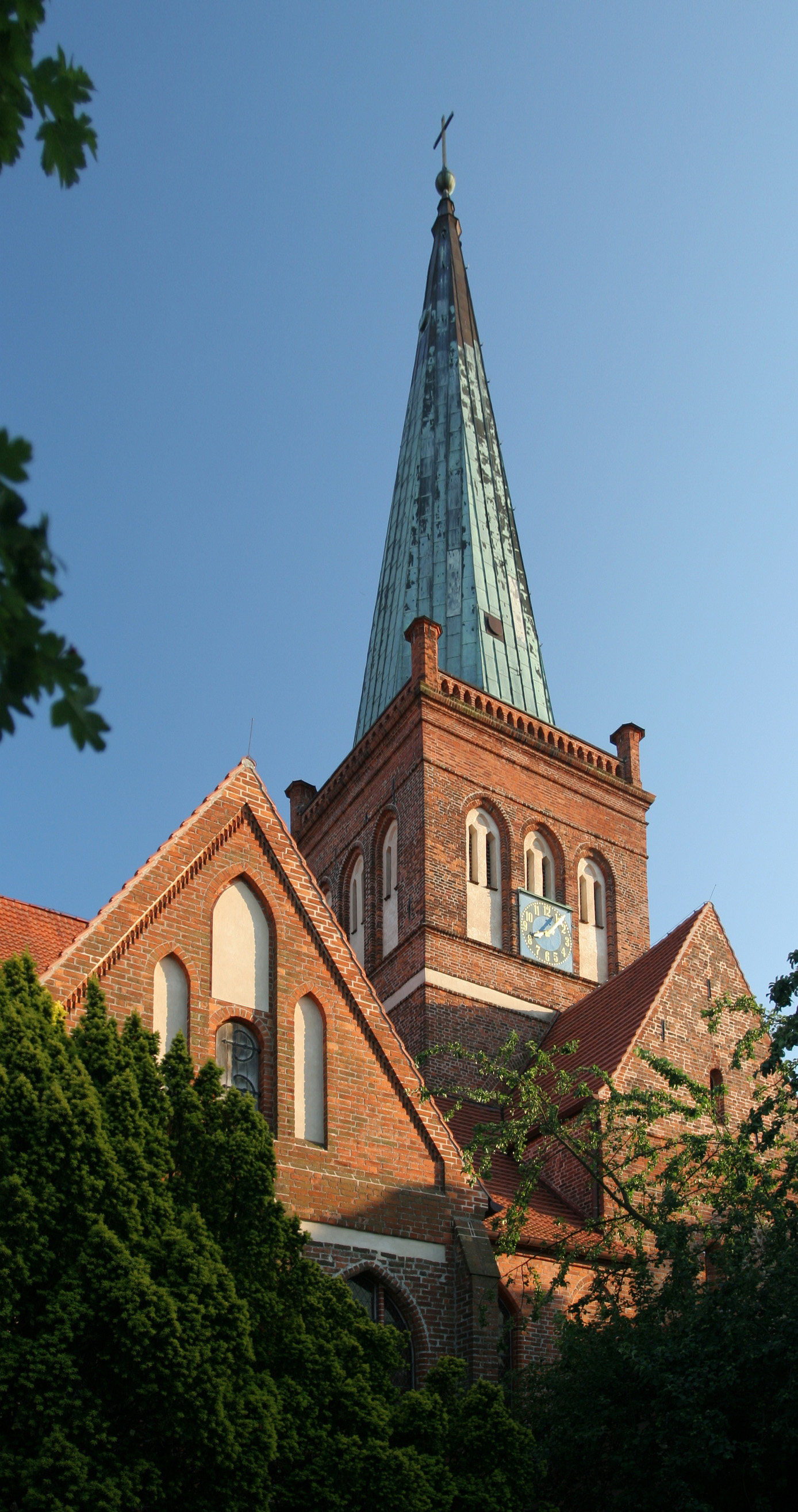
Marienkirche

### Bauwerke
- Klosterkirche St. Marien; nach 1168 als Palastkirche des Rügenfürsten Jaromar I. begonnen und vor 1193 bis auf den Westbau fertiggestellt. Die dreischiffige Basilikakirche ist der älteste erhaltene Backsteinbau in Mecklenburg-Vorpommern. Der in die Außenmauer der Marienkirche eingelassene Grabstein soll der des Fürsten sein. Bemerkenswert ist die romanische Wandmalerei – sie gilt als einziges Beispiel für die Totalausmalung einer Kirche in Norddeutschland.[22][23] Im 14. Jahrhundert erfolgte der Ausbau zur Hallenkirche.
- St. Bonifatius, Kirche der katholischen Gemeinde auf Rügen
- Klostergebäude des 1193 gegründeten Klosters aus dem 12. und 13. Jahrhundert, teils um 1600 und nach 1829 niedergelegt, so dass nur Reste des Refektoriums im Pförtnerhaus sowie zwei zweigeschossige Stiftshäuser von 1732 aus Backsteinen noch vorhanden sind
- Benedix-Haus am Markt, zählt zu den ältesten Fachwerkhäusern der Insel Rügen, beherbergt seit der Restaurierung im Jahr 2000 das Standesamt und die Touristeninformation
- Das Backstein-Gebäude des ehemaligen Kaiserlichen Postamts von 1892
- Geburtshaus von Theodor Billroth in der nach ihm benannten Straße südlich vom Amtsgericht
- Bürgerhäuser, zumeist zweigeschossige Fachwerkhäuser wie das Haus Kirchplatz 13 mit einer Backsteinfassade
- Schöne Haustüren, z. B. Mühlenstraße 4
- Gedenkstein für zwölf ermordete Häftlinge des KZ Stutthof, die bei der Evakuierung des Lagers und ihrer Ankunft in Lauterbach von SS-Männern erschossen und 1947 in Bergen beigesetzt wurden, auf dem Friedhof Eingang Billrothstraße
- Ehrenmal für antifaschistische Widerstandskämpfer von 1964 am Rugardweg
- Ernst-Moritz-Arndt-Turm auf 91 m ü. NHN im Waldgebiet Rugard von 1877 mit imposanten Rundblick über weite Teile der Insel

### Kultur
- Museum der Stadt Bergen in einem der sorgfältig restaurierten Gebäude des ehemaligen Klosterhofes
  - im Erdgeschoss: Ur- und Frühgeschichte Rügens von der Steinzeit bis zum Ende der Slawenzeit 1168, als das Hauptheiligtum auf Arkona zerstört und die Ranen christianisiert wurden,
  - im Obergeschoss: Gründungszeit des Klosters und Beispiele aus der Bergener Stadtgeschichte bis zur Mitte des 19. Jahrhunderts
- Medien- und Informationszentrum MIZ mit öffentlicher Bibliothek und kleinem Programmkino des Mobilen Kinos Filmklub Güstrow und des Kinos Lichtspiele Sassnitz als regionale Einrichtung des Dachverbandes der kulturellen Kinos und Filmklubs, Filmkommunikation Landesverband Mecklenburg-Vorpommern.
- Erlebniswelt Rugard mit Sommerrodelbahn, Kletterwald, Minigolfanlage und Rutschenturm unweit des Marktplatzes. Dazu gehört auch eine Go-Kart- und Quadbahn im Ortsteil Tetel am südöstlichen Rand des Rugard
- Rugardbühne, im Wald gelegene Freiluftbühne auf der Konzerte und Festivals stattfinden
- La Grange e. V., geplante alternative soziokulturelle Begegnungsstätte für Kunst, Musik und Multimedia-Events mit niederschwelligen Zugang zu Kunst- und Kulturangeboten.[24]

## Wirtschaft und Infrastruktur

### Verkehr

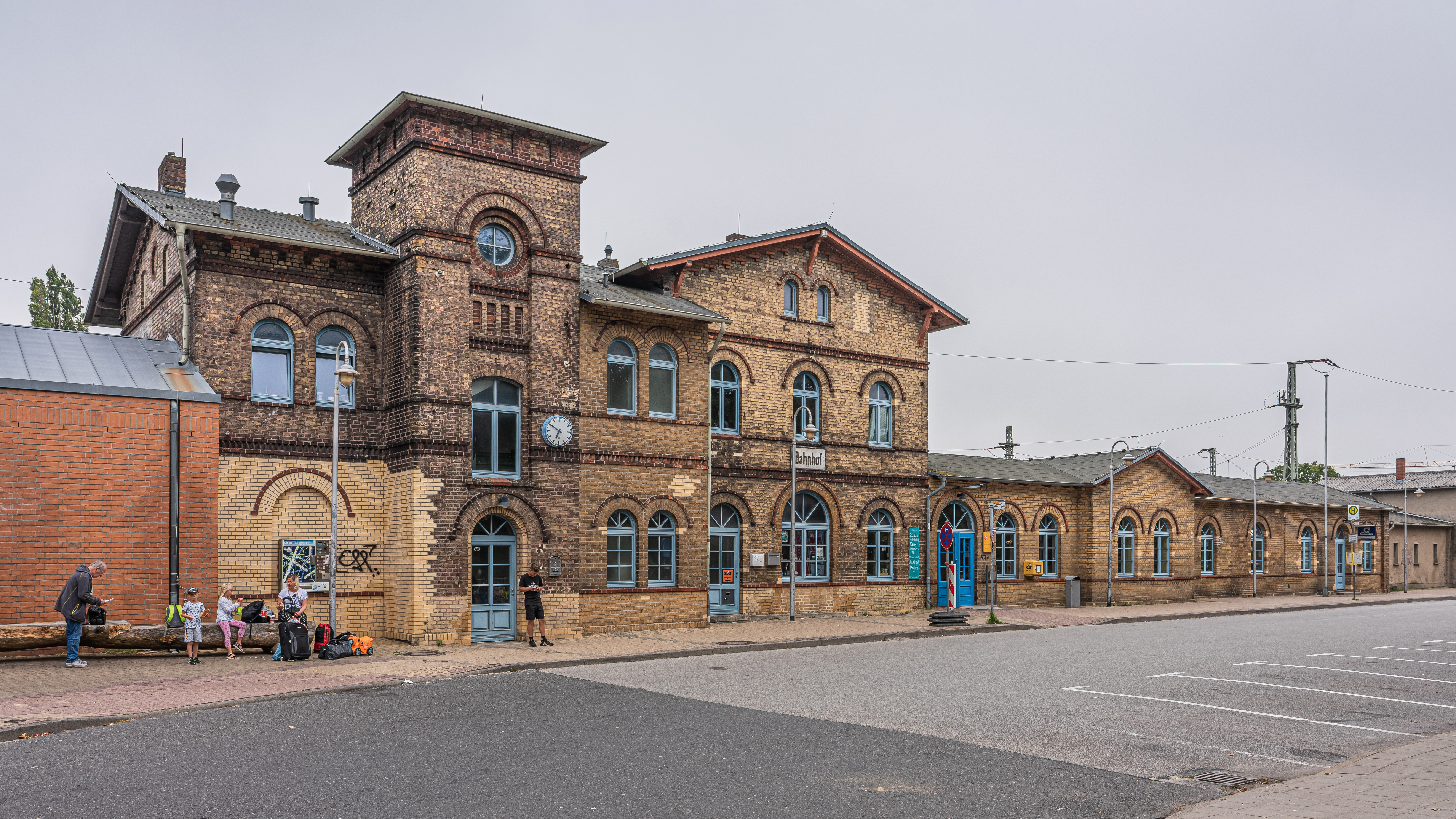
Bahnhofsgebäude von Bergen auf Rügen

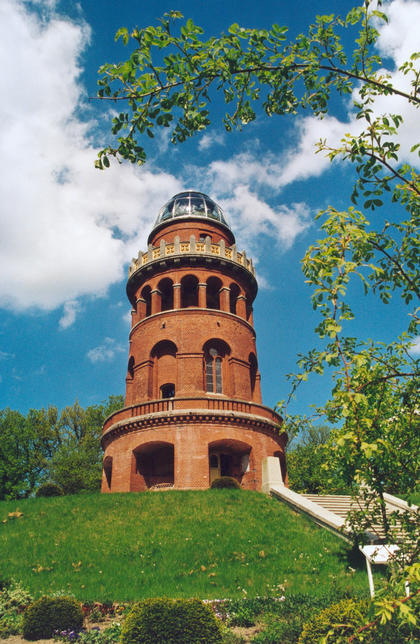
Ernst-Moritz-Arndt-Turm

Vom Festland ist Bergen via Stralsund und den Rügendamm über die B 96 erreichbar, welche in Stralsund auf die B 105 Richtung Rostock trifft. Als Entlastung für den vor allem in den Sommermonaten oft zum Nadelöhr werdenden Rügendamm wurde eine zweite Strelasundquerung errichtet, die am 19. Oktober 2007 eröffnet wurde. Die Bundesstraße 96 ist zwischen Altefähr und Bergen, im Zusammenhang mit dem Bau des Rügenzubringers von der BAB 20, dreistreifig neu erstellt worden und führt im Gegensatz zur alten Bundesstraße an den angrenzenden Ortschaften vorbei. Von Altefähr führt eine Entlastungsstrecke über Garz/Rügen und Putbus nach Serams zu den Badeorten der Insel. Eine zusätzliche Möglichkeit, Bergen mit dem Auto zu erreichen, ist die Glewitzer Fähre zwischen Stahlbrode auf dem Festland und Glewitz auf der Halbinsel Zudar. In Bergen zweigt die B 196 ab, welche den östlichen Teil der Insel mit den Badeorten erschließt. Die B 96 selbst führt weiter nach Sassnitz.
Bergen ist über den Bahnhof Bergen auf Rügen an das Eisenbahnnetz angeschlossen. Schon seit dem Bau der ersten Eisenbahnstrecke auf Rügen im Jahre 1883 erreichen auch Fernverkehrszüge die Insel. Die Inselhauptstadt hat davon immer profitiert, da sie direkt an der Hauptverkehrsader zu den Badeorten und dem Fährhafen Sassnitz gelegen ist. Seit 2011 besteht ICE-Anschluss nach Binz, Berlin und München.
Im öffentlichen Personennahverkehr besteht ein dichtes Busnetz der Verkehrsgesellschaft Vorpommern-Rügen (VVR). Die Busse verkehren auf den Hauptstrecken i. d. R. stündlich, einzelne Fahrten bieten im Sommer zusätzlich die Möglichkeit zum Fahrradtransport. Der ZOB unweit des Bahnhofs Bergen ist der zentrale Knotenpunkt des Netzes, mehrere Kernlinien treffen hier zusammen. Dementsprechend befindet sich in Bergen auch ein Betriebshof der VVR.

### Bildung
In Bergen existieren zwei Grundschulen („Am Rugard“ mit Montessori-Zweig, „Altstadt“), zwei Regionale Schulen („Am Rugard“, „Am Grünen Berg“) sowie das Sonderpädagogische Förderzentrum „Klaus Störtebeker“ (Allgemeine Förderschule), das Gymnasium „Ernst Moritz Arndt“, eine Musikschule und eine Volkshochschule.

### Sport
Der VfL Bergen 94 ist ein Mehrsparten-Sportverein in Bergen, der unter dem Namen BSG Lokomotive Bergen drei Jahre in der zweitklassigen DDR-Liga und die meiste Zeit in der drittklassigen Fußball-Bezirksliga Rostock spielte. Nach der Wende wurde der heutige Name angenommen. Von 1995 bis 2006 spielte der VfL für insgesamt sieben Jahre in der Fußball-Verbandsliga Mecklenburg-Vorpommern.

## Söhne und Töchter der Stadt

### Geboren vor 1900
- Hermann Andreas Pistorius (1730–1798), Theologe, Philosoph, Rezensent, Schriftsteller und Übersetzer
- Franz Philipp Breitsprecher (geadelt als von Breitenstern; 1739–1798), deutscher Jurist, Hochschullehrer und Richter am Obertribunal Wismar
- Karl Christoph Gottlieb von Gagern (1743–1825), Freiherr, Offizier in französischen Diensten und hoher Hofbeamter im Herzogtum Pfalz-Zweibrücken
- Gustav Anton von Wolffradt (1762–1833), Politiker
- Johann Jacob Grümbke (1771–1849), Historiker und Geograf
- Gustav Friedrich Wilhelm von Barnekow (1779–1838), königlich preußischer Generalmajor
- Arnold Ruge (1802–1880), Schriftsteller und Abgeordneter in der Frankfurter Nationalversammlung für die demokratische Linke
- Karl Hellmuth Dammas (1816–1885), Komponist und Dichter
- Theodor Billroth (1829–1894), Arzt und Chirurg
- Ferdinand Sommer (1829–1902), Mediziner, Professor für Anatomie und Zoologie
- Paul Langemak (1835–1926), Politiker und Justizrat
- Gustava Bley (1844–1930), Komponistin, Pianistin, Chorleiterin
- Hans Delbrück (1848–1929), Historiker und freikonservativer Politiker, Abgeordneter im Preußischen Abgeordnetenhaus und im Reichstag
- Max Delbrück (1850–1919), Agrikulturchemiker
- Georg Karl Boldt (1851–1916), „vom Tellerwäscher zum Millionär“ und Betreiber des Waldorf-Astoria in New York
- Ernst Delbrück (1858–1933), Präsident des Kaiserlichen Statistischen Amts bzw. des Statistischen Reichsamtes
- Karl Albrecht (1859–1929), evangelischer Theologe, Philologe und Orientalist
- Alfred Haas (1860–1950), Historiker, Volkskundler und Gymnasiallehrer; Sammler pommerscher Sagen
- Fritz Möller (1860–1923), Fotograf
- Martin Kirchhoff (1860–1929), Landrat und Rittergutsbesitzer
- Rudolph von Ahlefeld (1862–1909), Jugendschriftsteller
- Gustav Kirchhoff (1863–1945), Marineoffizier, zuletzt Konteradmiral der Reichsmarine
- Anna Maria Jordan, geborene Biel (1865–1907), Schriftstellerin
- Berthold Rassow (1866–1954), Chemiker
- August Emil Theodor Haase (1867–1934), Hamburger Gastronom und Stadtoriginal
- Paul Langemak (1867–1947),  Jurist und Politiker (DVLP, DNVP), Mitglied des Preußischen Staatsrates
- Gertrud Berger (1870–1949), Kunstmalerin
- Gustav Hammer (1875–1961), Maschinenbauingenieur
- Martin Bahr (1889–1967), Wasserbauingenieur, Ehrenbürger von Büsum
- Adolf Viktor von Koerber (1891–1969), völkischer Schriftsteller
- Hans Langsdorff (1894–1939), Kapitän zur See und Kommandant des Panzerschiffs „Admiral Graf Spee“
- Wolfgang Jacobi (1894–1972), Komponist und Musikpädagoge

### Geboren nach 1900
- Werner Mohr (1903–1972), Jurist sowie Landrat und NS-Kreisleiter im Kreis Oldenburg in Holstein
- Ulrich Janzen (* 1930), Politiker (SPD), MdB
- Hans-Dieter Bartel (* 1937), Maler und Grafiker
- Dieter Willers (* 1938), Admiralarzt der Marine
- Wulf Beeck (* 1939), Seemann, Marineoffizier und Flugzeugführer
- Andreas Khol (* 1941), österreichischer Politiker (ÖVP), Nationalratsabgeordneter und -präsident, Kandidat für das Amt des Bundespräsidenten
- Rainer Marks (1941–2019), Radrennfahrer
- Dietrich Schuchardt (* 1945), Maler (Surrealismus)
- Sebastian Pflugbeil (* 1947), Bürgerrechtler und Minister ohne Geschäftsbereich der DDR (Neues Forum)
- Uwe Mengel (* 1949), Autor von Theaterstücken, Performances, Fernsehdokumentationen und Hörspielen
- Gunnar Nützmann (* 1951), Hydrologe
- Angelika Hunger (* 1952), Politikerin (Die Linke), Mitglied im Landtag von Sachsen-Anhalt
- Jörg Resler (* 1955), ehemaliger Kinderdarsteller, Schriftsteller, Arzt
- Holger Teschke (* 1958), Autor
- Andrea Heim (* 1961), Volleyballspielern und Olympiamedaillengewinnerin
- Frank Wohlgemuth (1962–2019), Ringer
- Diana Gansky (* 1963), Leichtathletin und Olympiamedaillengewinnerin
- Detlef Lindner (* 1963), Politiker (CDU, parteilos), Abgeordneter im Landtag von Mecklenburg-Vorpommern
- Holger Kliewe (* 1963), Landwirt, Unternehmer und Politiker (CDU), Mitglied im Landtag von Mecklenburg-Vorpommern
- Nils Jörn (* 1964), Historiker
- Renate Meinhof (* 1966), Journalistin
- Michael Meyen (* 1967), Kommunikationswissenschaftler
- Michael Peter (* 1968), Ruderer
- Ines Pianka (* 1969), Volleyballspielerin
- Rico Nestmann (1969–2016), Tier- und Naturfotograf
- Thomas Gansauge (* 1970), Fußballspieler
- Thomas Gens (* 1970), Kommunalpolitiker
- Kai Gersch (* 1971), Politiker (FDP, AfD), Mitglied des Berliner Abgeordnetenhauses
- Anna Hoffmann (* 1971), Lyrikerin
- Ramona Molzan (* 1971), Leichtathletin
- Steffi Nerius (* 1972), Leichtathletin (Speerwurf-Weltmeisterin)
- Gino Leonhard (* 1972), Politiker (FDP), Abgeordneter im Landtag von Mecklenburg-Vorpommern
- Devid Striesow (* 1973), Schauspieler
- Björn Laars (* 1974), Fußballspieler
- Sebastian Blumenthal (* 1974), Politiker (FDP), MdB, Unternehmer
- Friedemann Hinz (* 1975), Punk-Musiker und -Sänger
- Sven Johne (* 1976), Künstler
- Andrea Damp (* 1977), Malerin
- Christian Schwochow (* 1978), Filmregisseur und Drehbuchautor
- Anke Harnack (* 1979), Reporterin und Moderatorin
- Antje Heyn (* 1979), Animationsregisseurin und Studiogründerin
- Oliver Kluck (* 1980), Schriftsteller und Dramatiker
- Thomas Wilhelm (* 1984), Leichtathlet
- Annie Hoffmann (* 1984), Moderatorin und Model
- Martin Hoffmann (* 1984), Eishockeyspieler
- René Gögge (* 1985), Politiker (Bündnis 90/Die Grünen), Mitglied der Hamburgischen Bürgerschaft
- Karsten Kolbe (* 1987), Politiker (Die Linke), Abgeordneter im Landtag von Mecklenburg-Vorpommern
- Frithjof Look (* 1987), Stadtplaner und Baubeamter in Niedersachsen
- Jule Paul (* 1990), Volleyballspielerin
- Marc Schröder (* 1990), Radsportler
- Paul-Joachim Timm (* 1990), Politiker (AfD), Mitglied des Landtags von Mecklenburg-Vorpommern
- Varg Königsmark (* 1992), Hürdenläufer
- Wibke Meister (* 1995), Fußballspielerin
- Vico Meien (* 1998), Fußballspieler
- Luca Wollschläger (* 2003), Fußballspieler